# دراغان سميليانيتش
دراغان سميليانيتش مواليد 6 مارس 1970 في جمهورية صربيا الاشتراكية، هو لاعب كرة سلة صربي معتزل. لعب مع أيه إي كي لارنكا ونادي ستاروجارد جدانسكي لكرة السلة في الدوري البولندي لكرة السلة.

## روابط خارجية
- دراغان سميليانيتش على موقع كرة السلة الأوروبية.كوم (الإنجليزية)
- دراغان سميليانيتش على موقع بروبوليرز (الإنجليزية)